# Tröllaskagi
Tröllaskagi [ˈtrœtlaˌskajɪ] ist eine Halbinsel im Norden Islands nordwestlich der Stadt Akureyri.  
Die sehr gebirgige Halbinsel liegt westlich des Eyjafjörður und östlich des Skagafjörður. Viele Berge erreichen Höhen über 1000 m. Die Eiszeit hat dort viele kleine Gletscher zurückgelassen. Neben Vulkanen prägten die eiszeitlichen Gletscher die Landschaft, indem sie die schmalen Täler ausschliffen. 

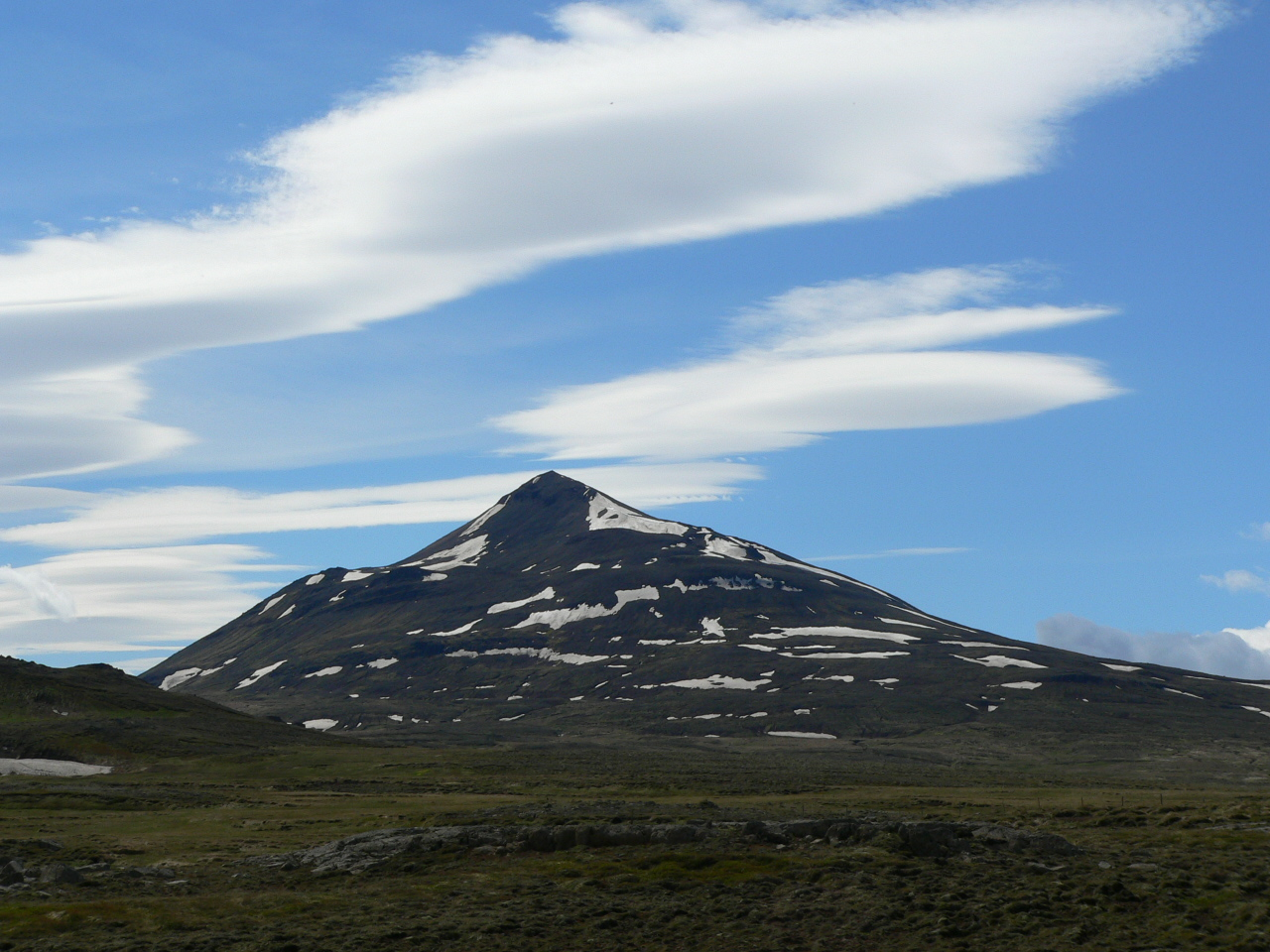
Súlur

Größere Siedlungen liegen hier nur an der Küste: Dort befinden sich die Ortschaften Hofsós, Siglufjörður, Ólafsfjörður und Dalvík.
Die höchste Erhebung ist der 1538 m hohe Kerling, der höchste Berg in den Küstenregionen Islands. Auch der Hausberg von Akureyri, Súlur, liegt auf Tröllaskagi.
Die Isländische Ringstraße Hringvegur durchquert die Halbinsel in Ost-West-Richtung und überquert dabei den Pass Öxnadalsheiði (540 m) sowie das Öxnadalur.
Aufgrund der nördlichen Lage und der schmalen Täler, die die Stürme etwas abhalten und verhindern, dass der Schnee verweht, ist die Schneelage auf Tröllaskagi im Winter gut und darum befinden sich bei den Orten Dalvík, Siglufjörður und Ólafsfjörður auf Tröllaskagi die mit bekanntesten Abfahrtsskigebiete von Island.
Für den Film 22. Juli, welcher die Geschichte von Anders Behring Breivik und der von ihm begangenen Terroranschläge erzählt, wurden die Szenen, die auf der Insel Utøya spielen, aufgrund der fehlenden Drehgenehmigung dort, auf Tröllaskagi gedreht.

## Weblinks

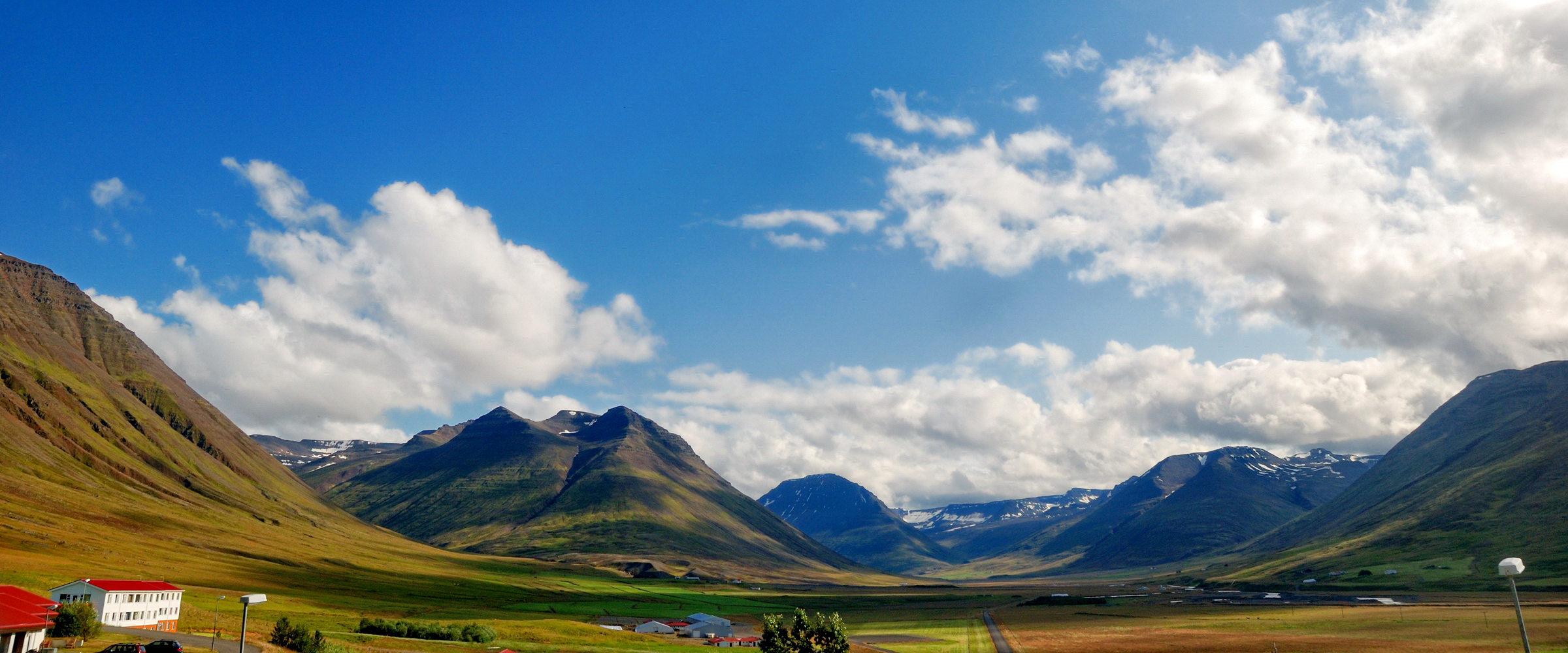
Hólar í Hjaltadal, Tröllaskagi